# نقوش عربية قبل الإسلام
النقوش العربية ما قبل الإسلام. هي النقوش العربية (الكتابات المنقوشة على الحجر أو الأسطح الصلبة الأخرى) التي وُجدَ معظمها في مساكن العرب مثل شبه الجزيرة العربية والعراق والشام وشرق مصر وسيناء وبعضها في مواطن مرتبطة مثل إثيوبيا، وجزيرة ديلوس اليونانية، قبل ظهور الإسلام في القرن السابع. وهي تشمل النقوش بالأبجدية العربية الحديثة والعربية المنقرضة مثل السبئية والحضرمية والمعينية والقتبانية وغيرهم.
يمكن تصنيف النقوش ما قبل الإسلام إلى نوعين: الكتابة على الجدران، وهي «تعبيرات شخصية ذاتية التأليف مكتوبة في مكان عام»، والنقوش الضخمة، وهي نقوش كُلِّف كاتب محترف بكتابتها من حاكم أو نخبة للقيام بدور رسمي. وكلاهما يخدم دورًا عامًا. على عكس الكتابة على الجدران الحديثة، فإن الكتابة على الجدران الموصوفة في دراسة النقوش ما قبل الإسلام عادة ما تكون موقعة (على عكس كونها مجهولة المصدر) ولم تُستخدم لغرض غير مشروع أو تخريبي. الكتابة على الجدران هي عادة مجرد خدوش على سطح الصخور، ولكن يمكن إنتاج كل من الكتابة على الجدران والنقوش الأثرية عن طريق الرسم، أو استخدام الإزميل، أو الفحم، أو الفرشاة، أو استخدام طرق أخرى. عادة ما تكون النقوش حجرية (على عكس المحمولة) ومحفورة (بدلاً من الطلاء).
تعد النقوش العربية قبل الإسلام مصدرًا مهمًا للتعلم عن تاريخ وثقافة شبه الجزيرة العربية قبل الإسلام. في العقود الأخيرة، أظهرت دراستهم أن الأبجدية العربية تطورت من الأبجدية النبطية وأن دين التوحيد قبل الإسلام كان موجودًا عند قلة من العرب بحلول القرن الخامس. كما لعبت دورًا في علوم القرآن. تم اكتشاف أكثر من 65000 نقش عربي قبل الإسلام، بعضها يعود لأكثر من 10 قرون قبل الميلاد، وتتوزع المناطق التي وُجدَت فيها النقوش من دمشق والشمال السوري مثل نقش النمارة، مرورًا بمصر، وبقية بلاد الشام وفلسطين والعراق وشبه الجزيرة العربية. توجد هذه النقوش على العديد من الأسطح، بما في ذلك الحجر والمعادن والفخار والخشب. وهي تشير إلى بعض الوجود البدوي والحضري من المتعلمين للغاية في المناطق العربية قبل الإسلام. معظم هذه النقوش من شمال الجزيرة العربية، حيث يوجد 50 ألف نقش معروف. أما النقوش المتبقية والتي يبلغ عددها 15 ألفًا فهي من جنوب الجزيرة العربية. مما يرجح حضورًا عربيًّا ضخمًا في شمال شبه الجزيرة العربية والشام والعراق وفلسطين وسيناء.

## تاريخ اللغة العربية

### الأصل
لا يوجد يقين عن كيفية تطور اللغة العربية، ولكن إحدى النظريات الحالية السائدة هو أن العربية والآرامية والكنعانية والآكدية تطوَّروا من اللغات السامية، إن أقرب لغة جذرية للعربية هي الآرامية ثم الكنعانية، فكلهم من اللغات السامية الوسطى، مما يرجِّح بأن أول ظهور للعرب أو العربية كان في مكان ما في بلاد الرافدين والشام؛ تفرَّعت من الآرامية لغة جديدة هي السريانية، والتي ظلت لفترة ثم امتزجت بلغتين، وهما الآكدية والعربية  وأظهرت لنا الآشورية والكلدانية. بينما سلكَت اللغة الكنعانية منحنى آخر ليتطور منها اللغة الفينيقية والعبرية.

### العربية وبقية اللغات السامية
كانت الأكدية هي لغة بابل وآشور، وازدهرت فأصبحَت لغة المشرق كله الرئيسة لألفي سنة، في حوالي سنة 1800 قبل الميلاد، ثم حلَّت الآرامية محلها تزامنًا مع المسيحية، فأصبحت لغة المشرق الرئيسة هي الآرامية، وهي اللغة التي تحدث بها النبي عيسى، وبعدها انتشرت العربية تزامنًا مع العربية. إن الآكدية والآرامية مشابهتان للعربية كثيرًا، وهنا بعض الأمثلة:
- الآكدية: في النسخة الآكدية من ملحمة جلجامش، رثا جلجامش صديقه إنكيدو، بالسطر الآتي: «سبعة يوميم وسبع أمسياتم أبكي»، ويلاحظ من الجملة الآكدية استخدام قاعدة النحو والصرف العربية وهي مخالفة العدد للمعدود فالعدد (سبعة)، أٌنِّث عندما أُضيف إلى الكلمة المذكرة يوم، وذكِّر عندما أُضيف إلى الكلمة المؤنثة أمسية، كما نلاحظ بأن التنوين بالآكدي هو بحرف الميم بعكس العربية الذي يستخدم حرف النون، وأخيرًا نلاحظ حالة الجر في الكلمات بسبب الإضافة تمييز العدد، كما في العربية؛ وعليه، فالجملة العربية المقابلة لها قبل التشكيل هي: «سبعة أيامن وسبع أمسياتن أبكي»، وبالعربية مع التشكيل: «سبعة أيامٍ وسبع أمسياتٍ أبكي»[16]، كما يُرجِّح البعض بأن جمع كلمة يوم بالشكل «يوميم» هو ربما لاستخدام قاعدة تشبه جمع المذكر السالم والتي في حالة الجر تُلحق المفرد بـ(ين).
- الآرامية: في الجدول الآتي بعض الجمل بالعربية والآرامية

| العربية                        | الآرامية بالأبجدية العربية | الآرامية بالأبجدية الآرامية |
| ------------------------------ | -------------------------- | --------------------------- |
| أب                             | أبّا                        | ܐܒܐ                         |
| أخ                             | أخا                        | ܐܚܐ                         |
| بيت                            | بيثا                       | ܒܝܬܐ                        |
| ما اسمك؟                       | ما شُمَك؟                    | (ܡܐ ܫܡܟ؟                    |
| كتاب                           | كثوبا                      | ܟܬܒܐ                        |
| الله                           | الله                       | ܐܠܗܐ                        |
| إله                            | إله                        | ܐܠܗ                         |
| اللهم                          | اللهن                      | ܐܠܗܘܢ                       |
| يا الله، هب لنا السلام والرحمة | يا الله، هب لنا شلوم ورحمة | ܐܠܗܐ ܗܒ ܠܢ ܫܠܡ ܘܪܚܡܐ        |

### انقسام العربية
في فترة ما، هاجر بعض العرب إلى جنوب شبه الجزيرة العربية بسبب خصوبة الأرض، وهذا كوَّن شقين للعربية:
- العربية الشمالية القديمة: ازدهرَت هذه اللغة في القرن الثامن قبل الميلاد إلى القرن الرابع الميلادي[17][18]
- العربية الجنوبية القديمة: ازدهرَت هذه اللغة في أواخر الألفية الثانية قبل الميلاد إلى القرن السادس الميلادي[19][20][21]

ولربما الازدهار المبكر للعربية الجنوبية كان بسبب خلو الجنوب من الممالك مما أتاح للعرب إنشاء ممالكهم دون منافسة، بعكس الشام والعراق. وهذا الاختلاف سيتطور لاحقًا إلى خلاف قَبَلي، يُعرف بالعرب العدنانية والعرب القحطانية ويقال لهم العرب العاربة، وفي ذلك قال عبد الله بن عباس: «الْعَرَب العاربة: قحطان بن الهميسع، والإمداد، والسالفات، وحضرموت».

### العربية الفصيحة: الجاهلية والإسلام
كان عرب الحجاز جزءًا من عرب الشمال، ولكنهم على خط تجاري بين عرب الشمال، وعرب الجنوب، مما مكنهم من بناء جسر ثقافي بين شقي العربية؛ ولربما ازدهر الجسر الثقافي في رحلتي الشتاء والصيف، كما قد كثر ترحال البدو العرب بين الشمال والجنوب، ولعل هذين السببين كانا من أهم أسباب تقليص الفروقات اللغوية في الفترة القصيرة التي سبقَت الإسلام، وسُميَت بالجاهلية، وهي الفترة التي سبقَت الإسلام بما يقارب 250 عامًا وفيها قلَّت الفروقات، ثم مع ظهور الإسلام وتوحدهم، سرعان ما اعتمد العرب على لغة مقياسية عربية، أُسميَت الفصحى، وقد أُسِّسَت قوانينها على يد علي بن أبي طالب وتلميذه أبي الأسود الدؤلي؛ ثم ظهور مدرستي البصرة والكوفة، وإكمال الخليل الفراهيدي وسيبويه مهمة الضوابط والقواعد فيما أُسميَ بالنحو والصرف مما اعتبره بعض المؤرخين انتصار المنهج اللغوي البصري الذي جعل عماده ينطلق من مصادر الدّراسة في ثلاثة عناصر هي: القرآن والشّعر والقياس، على عكس الأساس المعرفي في مدرسة الكوفة وهو لغات كل الأعراب والشّعر العربيّ، والقراءات.

### اختفاء بقية العربيات
لم تختفِ العربيات الأخرى بشكل مفاجئ، بل ظلت مُستخدمة في بعض الأماكن وتطورَّت بعضها للهجات بسبب قربها من الفصحى، كما أن لدينا نقوشًا عديدةً بعد الإسلام ببضعة قرون لا زالت تستخدم أبجدية عربية غير نبطية، ولغة عربية من اللغات العربية القديمة؛ ولكن اختفائها وانحسارها كان تدريجيًّا، بل إن هناك بضعة أماكن لليوم لا زالت تتكلم بلغات عربية غير الفصيحة أو لهجاتها، وخاصةً الأماكن المعزولة مثل قرية ذعبلوتن في السعودية، والتي بسبب عزلتها في الربع الخالي، لا زالت تتحدث اللغة المهرية، وهي أبجدية من العربية الجنوبية القديمة.

## الأبجديات
هناك ثلاثة أنواع للأبجديات التي استُخدمت لكتابة العربية، ولتدوين النقوش.
1. الأبجدية العربية الجنوبية: تشمل السبئية والمعينية والقتبانية والحضرمية
2. الأبجدية العربية الشمالية: وهو وصف لجميع الأبجديات السامية العربية الشمالية مثل التيمائية أو الثمودية ب
3. الأبجدية النبطية[و]: وهي أبجدية اعتمدها عرب الأنباط، وطوروه من الأبجدية الآرامية، وهذا الأبجدية هو الذي تطورت منه الأبجدية العربية التي اُستُخدمَت في الإسلام وإلى اليوم.

كُتبَت الأبجدية العربية الجنوبية في شكلين: المسند (كبير) والزبور (صغير). اُستُخدم المسند لمناسبته على الأسطح الصلبة مثل البرونز أو الصخور. بينما نُقش الزبور على الأسطح القابلة للتلف مثل لحاء النخيل أو العصي (وقد اُكتُشِفَت نقوش الزبور مؤخرًا فقط من جنوب شبه الجزيرة العربية ). كانت الأسطح الأكثر قابلية للتلف هي تلك المستخدمة للوثائق اليومية. على عكس الأبجديات الجنوبية، فإن أبجديات شمال شبه الجزيرة العربية القديمة ليست مجموعة متجانسة، ولا زال الباحثون يجهلون تصانيف مناسبة لها. وإن أي أبجدية تبدو عربية عند ترجمتها وتُوجد في الشمال، فهي تُضم لهذه المجموعة، وبالتالي فإن الأبجديات العربية الشمالية فيها عدد كبير من الأبجديات التي تمثل العديد من التفرعات التي لم تُميَّز بشكل صحيح بعد.

### العربية الجنوبية القديمة
اللغة السبئية هي الأبجدية الأكثر توثيقًا في النقوش العربية الجنوبية، والتي سميت على اسم مملكة سبأ، ووُثِّقَت على مدار ألف عام. في التاريخ اللغوي لهذه المنطقة، هناك ثلاث مراحل رئيسة لتطور اللغة: السبئية المبكرة (القرنن العاشر قبل الميلاد - القرن الثاني قبل الميلاد)، والسبئية الوسطى (القرن الثاني قبل الميلاد - منتصف القرن الرابع الميلادي)، والسبئية المتأخرة (منتصف القرن الرابع الميلادي - عشية الإسلام). يعود آخر نقش سبئي اُكتُشف إلى منتصف القرن الخامس الميلادي، خلال السنوات الأخيرة من مملكة حِمْيَر. كما عُثِر على بعض النقوش السبئية في إثيوبيا، وهي مصنفة على أنها سبئية إثيوبية. واللغة السبئية والعربية الحالية مفهومتان بشكل متبادل، والاختلاف بينهما قليل على المتحدث.
وُثِّقَت اللغة الحضرمية في مئات النقوش على مدار ألف عام، وهي معروفة من منطقة حضرموت، أو شرق اليمن الحديث.
نادرًا ما تُوثَّق ويُعتر على اللغة القتبانية، ويكون ذلك على بعض شظايا الفخار. عُثِر على هذه النقوش في منطقة مملكة قتبان، وخاصة في عاصمتها تمنع وفي المدينة الجنائزية المجاورة لها.
أُرِّخ أقدم نقش للأبجدية المعينية - والمنسوب إلى مملكة معين - إلى القرن الثامن قبل الميلاد. على الرغم من أن الموقع الأساسي لتوثيق النقوش هو في مناطق مملكة معين، فقد اُكتُشِفَت نقوش معينية أيضًا في شمال غرب شبه الجزيرة العربية وفي مصر، وقد ارتبط هذا بتجارة مملكة معين المزدهرة، وبوجود عربي متصل في هذه المناطق. ولا ينبغي الخلط بين النقوش المعينية المتواجدة في مصر وبين النقوش العربية الأخرى المتواجدة في بعض المناطق في مصر مثل سيناء، فالأخيرة من فرع أبجديات العربية الشمالية، ولعلها في حقبة زمنية مختلفة.

### الأبجدية النبطية
في مملكة الأنباط، تكلم الأنباط بالعربية في حياتهم اليومية، ولكنهم استخدموا اللغة الآرامية بوصفها لغة البلاط والحُكم في أول فترتهم. فطوروا أبجديةً نبطية لكتابة اللغة الآرامية مشتقة من الأبجدية المستخدَمة في الآرامية الإمبراطورية. وعلى مر القرون، تطورت الأبجدية النبطية إلى أبجدية وسيطة عربية نبطية، وتطورت هذه الأبجدية الوسيطة لتُستخدَم في الأبجدية العربية المبكرة، وهو الوقت الذي دخلت فيه الأبجدية العربية شكلها الحالي المميز في العصر ما قبل الإسلامي.
توجد نقوش مسمارية عديدة تُثبت أن اللغة العربية كانت مُستخدمة بشكل كثيف في المنطقة في وقت مبكر من الألفية الأولى قبل الميلاد، أي قبل أكثر من 10 قرون. تسمى اللغة العربية ما قبل الإسلام باللغة العربية القديمة. كانت اللغة العربية القديمة تُكتب بشكل أساسي بهذه الأبجديات: الصفائية، والحسمائية، والآرامية النبطية، والعربية النبطية، والعربية القديمة. استُخدمت أبجدات أخرى لكتابة اللغة العربية بشكل أكثر تواترًا، بما في ذلك: الأبجدية اليوناني، والأبجديات العربية الجنوبية القديمة، والدادانية.

## علماء الآثار المسيحييين واليهود
أظهرت هذه الاكتشافات، جدلية بين بعض علماء الآثار المستدلين بالكتاب المقدس من المتدينين المسيحيين واليهود، والذين يؤمنون بسبب اكتشاف بعض النقوش، بأن جبل سيناء وبعض الآثار المذكورة في الكتاب المقدس ليست في مصر وفلسطين بل في شمال السعودية، ومنها اعتقادهم بأن جبل سيناء هو ما يُسمى اليوم بجبل اللوز. من أشهر أصحاب هذه النظرية هم بوب كورنوك، رون ويات وبعض الباحثين الآخرين.

## قائمة النقوش
إن عدد النقوش العربية المكتشفة، كبير، وهنا بعض أشهر النقوش:
- نقش دومة الجندل: السعودية
- نقش عجل بن هفعم: السعودية
- نقش أبرهة الحبشي: السعودية
- نقوش معبد روافة: السعودية
- نقوش الروافة: السعودية
- نقش عين عبدات: فلسطين
- النقوش الصخرية بمعابد باربار: البحرين (وهي من الأقدم، تعود لفترة بين القرن 23 قبل الميلاد إلى 17 قبل الميلاد)
- نقوش وادي الزرانيق: مصر (وهي كثيرة)
- نقش أم الجمال العربي القديم: الأردن
- النقوش الصفائية بالأردن: الأردن (وهي كثيرة)
- نقش حفنة الأبیض: العراق
- نقش النمارة: سوريا
- نقش زبد: سوريا
- نقش حران: سوريا

## نقوش الجنوب العربي

### إحصائيات وجغرافيا
هناك 15000 نقش معروف من جنوب شبه الجزيرة العربية قبل الإسلام. ومن بين هذه النقوش، رُقمِنَ 7500 نقش في مشروع مجموعة نقوش جنوب شبه الجزيرة العربية (CSAI). وفي المجموع، تم تحديد عدد النقوش المنشورة بـ10000 نقش فقط أو أكثر من 12000 نقش. ومن بين جميع لغات جنوب شبه الجزيرة العربية، تمثل اللغة السبئية أكبر عدد من النقوش (6500 نقش). الموقع الأكثر أهمية الذي تم اكتشاف نقوش جنوب شبه الجزيرة العربية منه هو معبد أوام. أنتج هذا المبنى أكثر من 800 نقش بمفرده. وهناك 700 نقش آخر معروف من واحة مأرب. يستمر عدد النقوش في النمو بسرعة: ففي منطقة الجوف في جنوب شبه الجزيرة العربية، تضاعفت مجموعة النقوش المعروفة تقريبًا بين عامي 2000 و2020، مع ظهور أكثر من ألف نقش جديد.
جغرافيًا، تأتي الغالبية العظمى من هذه النقوش من دولة اليمن الحديثة. ومع ذلك، فإن بعض النقوش المكتوبة بالخط العربي الجنوبي القديم تأتي أيضًا من جنوب غرب دولة عمان الحديثة وشمال شبه الجزيرة العربية ومصر، ووُجدَ بعضهم في إثيوبيا وحتى جزيرة ديلوس في بحر إيجة قبالة سواحل اليونان.
مجموعة نقوش جنوب شبه الجزيرة العربية أكثر شمولًا من مجموع نقوش أوغاريت أو فينيقيا باللغة البونيقية والآرامية والعبرية مجتمعة. وهي تأتي عالميًّا في المرتبة الثانية من حيث الحجم بعد الأكدية، لكنها تظل متأخرة في مجال الدراسات السامية بسبب نقص الأدوات المتاحة وقلة الاهتمام. تشير هذه النقوش إلى وجود أدب وفير في المنطقة ذات يوم، لكنه لم ينجُ، ربما لأنه كتب على مواد قابلة للتلف، وعلى الرغم من أن نقوش اللغة العربية الجنوبية أقل بكثير من نقوش اللغة العربية الشمالية، إلا أنها تُشكل كنزًا مترابطًا وواضحًا.

### التصنيف
معظم النقوش العربية الجنوبية قصيرة أو مجزأة. العدد الأكبر منها عبارة عن كتابات جرافيتية. من ناحية أخرى، هناك عدة آلاف من النقوش الأكثر تفصيلاً. أطولها، J 576+577، يحتوي على أكثر من 1300 وحدة لفظية. تتميز النقوش الأطول بغرضها والصيغ التي تستخدمها. يمكن تقسيمها إلى الفئات التالية:
- نقوش إهداء أو نذرية. يبلغ عددها حوالي 2500، نصفها بالأبجدية السبئية. يحتوي المحتوى بانتظام على المخطط PN hqny GN X، "PN كرس (للإله) GN (الهدف) X". غالبًا ما تتبع الصيغة محتوى ظرفي مع سرد تاريخي مطول يتعلق بالسبب المحيط بإقامة الهيكل المرتبط بالنقش. وهي مصدر رئيس لإعادة بناء التاريخ السياسي لجنوب شبه الجزيرة العربية.
- نقوش المباني. يبلغ عددها حوالي 1000، ثلاثة أرباعها بالأبجدية السبئية. تستخدم نقوش المباني الصيغة bny أو brʾ، والتي تعني "(NN) بنى".
- الإعلانات العامة للمراسيم والشؤون القانونية. يبلغ عددها حوالي 400 (70٪ منها سبئي). يرتبط المحتوى عادة بالحياة الاجتماعية والدينية.
- النقوش التذكارية. أقل عددًا من أي فئة أخرى. من بينها بعض أطول أنواع الحسابات التي أنتجها الملوك لتوثيق ما تم إنجازه خلال حكمهم، وتُعرف هذه الأنواع في الأوساط البحثية بـ(Res gestae).

### السياق الاجتماعي والثقافي والسياسي
كانت كل اللغات العربية الجنوبية، على الرغم من اختلافاتها اللغوية، تستخدم نصًّا مسندًا أبجديًا مشتركًا يتكون من 29 حرفًا ساكنًا. وقد صُمم النص الضخم لاستخدام أشكال هندسية بسيطة ووضعه على النصوص للعرض العام، وخاصة في الأماكن المقدسة، ولكن أيضًا على جدران المنازل والمذابح والآبار ومنشآت الري والأماكن البارزة على نتوءات الصخور. وقد شكل هذا العرض العام بدوره إلى حد كبير المحتوى الذي تم وضعه عليها. يمكن أن تكون هذه النصوص طويلة للغاية ومفصلة وتضع الأساس لفهم تاريخ ممالك الجنوب العربية: فهي تخبرنا عن تنظيم سياساتها وأسسها الاقتصادية والقانونية، وتقدم فهمًا للمجموعات الاجتماعية في المنطقة، بما في ذلك الملوك وزعماء القبائل والمسؤولين وأعضاء القبائل وجمعيات العملاء. وهي توثق الآلهة المعبودة وتمثل مصدرًا لا يقدر بثمن لتاريخ الأحداث السياسية والتضاريس. على النقيض من ذلك، كُتب نص الزبور الصغير على ضلوع سعف النخيل وأنواع أخرى من الخشب. وهي تقدم القليل من التشابه مع نصوص المسند الضخمة. تم نشر حوالي 870 منها، ولكن تمت ترجمة 350 فقط، حيث أن الحروف الفردية غامضة والمفردات لا تزال غير معروفة في الغالب. لم تكن النصوص الصغيرة مخصصة للعرض العام، ولكن بدلًا من ذلك للتدوين السريع والأرشفة، كما يظهر محتواها. وهي تتعلق بالحياة القانونية والاقتصادية اليومية. وهي تشمل الشهادات والإيصالات وتمارين الكتابة وبعض السجلات الطقسية. النقوش الصغيرة قابلة للمقارنة بألواح الطين والمسمار في بلاد الرافدين أو البرديات المصرية. حقيقة أنها كتبت على الخشب تجعل من الممكن تنظيمها زمنيًا باستخدام التأريخ بالكربون المشع. بداية دراسة النص الصغير حديثة جدًا، حيث تم فك شفرتها في الثمانينيات.

### نقوش العربية الشمالية
على الرغم من أن معظم النقوش المكتشفة هي من شمال الجزيرة العربية، حيث يوجد 50 ألف نقش معروف، وهي إما بالعربية الشمالية أو بالنبطية. وهو عدد كبير مقارنةً بالنقوش المتبقية والتي يبلغ عددها 15 ألفًا من جنوب الجزيرة العربية؛ إلا أن نقوش العربية الشمالية غير منظمة وغير مصنفة ويصعب الاستنتاج التاريخي منها، وأغلبها مكتوب بالتيمائية والثمودية ب. إن معظم النقوش بالعربية الشمالية تتواجد في المنطقة الممتدة من العلا وتيماء ودومة الجندل جنوبًا، إلى سيناء وصحراء النقب شمالًا، وهي تتضمن صحراء حسمى، وتبوك، وجبال مدين.

### نقوش العربية النبطية
إن نقوش الأبجدية النبطية وهي تتواجد غالبًا في نفس مناطق نقوش العربية الشمالية، تُعد الأسهل في التعرف والاستنباط وذلك لوجود معرفة تاريخية غزيرة بسبب الدراسات الآرامية القديمة، واستخدام العربية الحالية لخط متطور منها.

## الشعر
حتى الآن، عُرفت ثماني قصائد بالعربية القديمة من النقوش المكتشفة في اليمن. لخصها داوم وعبد الله ومطهر بن الإيراني كالآتي:
«قد نُشرت ستة منها:
- ZI 11 من مأرب
- ترنيمة الشمس من قانية (يرجع تاريخها حسب شتاين إلى أواخر القرن الأول الميلادي)
- نص بناء من وادي شُرجان - بالضم -، سُمي: van Lessen 24 = Jamme 2353
- نص بخط متصل من مجموعة ميونيخ (X. BSB 187 - شتاين، 2010، ص. 607)
- نقش من خولان الطيال (MS-Šiǧā 2) محفور مع نقوش أخرى تتناول الصيد الطقسي
- النقش MA 16 من مأرب (مولتوف، 2021، ص. 315)
- لا يزال نصان آخران من معبد أوام، اكتشفتهما مؤسسة AFSM في عام 2004، يحملان الرقمين MB 2004 I-95 وMB 2004 SI-8 يسميان باتصال شخصي من محمد مرقطن، غير منشورين.
- وبصورة عامة، تمتد القصائد من القرن الخامس أو الثالث قبل الميلاد إلى القرن الثالث الميلادي»

أحد أقدم هذه القصائد هي ترنيمة الشمس من قانية، وهي قصيدة من القرن الأول موجهة إلى آلهة العرب شمس يبلغ طولها 27 سطرًا. وينتهي كل سطر في القصيدة بالقافية الخائية (خ). وتأتي قصيدة أخرى من نقش تصويتي سبئي متوسط سُمي (ZI 11) من مأرب. كما يحتوي نقش صخري سُمي VL 24 = Ja 2353 من وادي شرجان على قصيدة مقفاة بطول 10 أسطر. السطر الأول هو مقدمة، يليه تسعة أسطر من النص.
اكتشف أحمد الجلاد قصيدة صفائية خارج جنوب شبه الجزيرة العربية. ووفقًا للجلاد، يبلغ طول القصيدة ستة أسطر وهي أغنية حرب. وبصرف النظر عن هذا النص، لا يُعرف سوى تكوين أدبي آخر باللغة الصفائية، وهو جزء من دورة البعل.

## تحديات
توجد بعض التحديات في دراسة شبه الجزيرة العربية قبل الإسلام باستخدام النقوش. أولًا، لم تعبر كل المجتمعات عن نفسها من خلال ثقافة نقش كتاباتها على الصخور. ثانيًا، غالبًا ما يكون محتوى النقوش صيغيًا. ومع ذلك، اُستُخدِمت العديد من الصيغ وأصبحت العبارات الصيغية مستخدمة على نطاق واسع لأنها تساعد في تشفير معتقدات ومواقف المؤلفين. ثالثًا، يسهل ضياع وفقد النقوش بسبب الطقس أو النشاط البشري. لذلك، قد لا تكون النقوش المعروفة اليوم تمثيلًا كاملاً للنقوش التي أُنشِئَت في الأصل.

## طالع أيضًا
- قائمة النقوش العربية
- أدب جاهلي
- شعر الجاهلية